# Corona Quarantäne Tape
Corona Quarantäne Tape – Alles wird gut! ist das 15. Studioalbum der Deutschrock-Band Frei.Wild aus Brixen in Südtirol. Es erschien am 10. April 2020 über das Label Rookies & Kings zum Download und Streaming. Aufgrund der COVID-19-Pandemie fand eine physische Veröffentlichung auf CD erst nachträglich statt. Eine Publizierung auf LP ist ebenfalls noch geplant.

## Inhalt
Mit dem Album reagierten Frei.Wild auf die zum Zeitpunkt der Veröffentlichung anhaltende, weltweite Ausbreitung der Atemwegserkrankung COVID-19 und dadurch folgende Maßnahmen:

„Wir zeigen dem Corona-Scheißding den Mittelfinger, bäumen uns auf gegen die Gelähmtheit der Quarantänebestimmungen und haben für euch DAS Gegengift gegen Langeweile und Einsamkeit gebraut. Ein heilbringendes Gemisch aus 11 brandneuen Tracks.“

## Covergestaltung
Das Albumcover zeigt eine Illustration des Coronavirus in Grautönen. An den Spitzen sind Rosen, die durch ihre rote Farbe hervorstechen. Rechts oben im Bild befinden sich die schwarzen Schriftzüge Frei.Wild sowie der Albumtitel Corona Quarantäne Tape, dazwischen steht in roten Lettern Alles wird gut!

## Titelliste
1. Corona Weltuntergang – 3:19
2. Alles, alles was mir fehlt – 3:28
3. Wir gehen dir ewig auf die Eier – 3:16
4. Nur das Leben in Freiheit – 5:57
5. Hier rein da raus Freigeist – 3:41
6. Renne, brenne, Himmelstürmer – 4:30
7. Ich weiß wer ich war – 4:15
8. Wo geht es hin, wo bleiben wir stehen – 3:56
9. Engel über dem Himmel – 4:17
10. Spirit of 96 – 3:58
11. Corona Weltuntergang V2 – 3:19

## Chartplatzierungen
Das Corona Quarantäne Tape stieg am 17. April 2020 nur aufgrund von Streaming und Downloads auf Platz drei in die deutschen Albumcharts ein. Nach Veröffentlichung in physischer Form als CD erreichte das Album am 8. Mai 2020 die Chartspitze. Darüber hinaus belegte es für eine Woche die Chartspitze der erfolgreichsten deutschsprachigen Alben in Deutschland. In Österreich erreichte das Album Position drei und in der Schweiz Rang acht.
Für Frei.Wild ist dies der sechste Nummer-eins-Erfolg in den deutschen Albumcharts sowie der 14. Top-10-Erfolg und 15. Charterfolg in den Top 100. In Österreich wurde das Corona Quarantäne Tape zum zwölften Top-10-Album sowie zum 14. Charterfolg. In der Schweiz erreichten Frei.Wild hiermit zum sechsten Mal die Top 10 und zum zwölften Mal die Charts.
| ChartsChartplatzierungen | Höchstplatzierung | Wochen |
| ------------------------ | ----------------- | ------ |
| Deutschland (GfK)        | 1 (12 Wo.)        | 12     |
| Österreich (Ö3)          | 3 (1 Wo.)         | 1      |
| Schweiz (IFPI)           | 8 (2 Wo.)         | 2      |